# みちのくドライバーII
みちのくドライバーII（みちのくドライバー・ツー）は、プロレス技の一種である。海外ではミチノク・ドライバーと呼ばれている。

## 概要
TAKAみちのくのオリジナル技。ボディスラムのように相手を逆さまに抱え、ジャンプしながら自分の両足を前方へ開脚して尻餅を着くように着地し、相手の後頭部から背面にかけてを叩き付けるように投げ落とす。
パイルドライバー系の技と違って溜め動作がほとんどなくSUPER J-CUPとジュニア8冠王座に象徴されるスピーディーな攻防で人気を獲得した1990年代のジュニアヘビー級黄金期におけるTAKAみちのくの活躍によって派生技も含めて多くのジュニアヘビー級レスラーが好んで使用するようになった。
それまで、TAKAがフィニッシュ・ホールドとしていた、みちのくドライバーが堀田祐美子のピラミッド・ドライバーと同型であったことから他人と同じ技を使用することを嫌ったTAKAは新たに、みちのくドライバーIIを開発。TAKAがKAIENTAI DOJOの旗揚げ以降は新たにジャスト・フェイスロック（グラウンド・フェイスロック）をフィニッシュ・ホールドとしたことにより、みちのくドライバーを封印。その後、TAKAが対藤田ミノル戦で藤田の挑発によって、みちのくドライバーを解禁してからは奥の手として使用している。

## 主な使用者
- TAKAみちのく
- 愚乱・浪花 - ドライバー・ザ・ナニワの名称で使用。
- NOSAWA論外 - ROD（論外・オブ・ドライバー）の名称で使用。7代目ブラック・タイガーの時代はBTドライバー（ブラック・タイガー・ドライバー）の名称で使用していた。
- K-ness. - ビジュアル・ドライバーの名称で使用。
- 藤田ミノル - フジタ・ドライバーの名称で使用。
- シマ重野 - レールガン・ドライバーの名称で使用。
- Hi69
- ミラクルマン - ミラクル・ドライバーの名称で使用。
- ジ・アッチィー - 豊後かぼすドライバーの名称で使用。
- KAZMA SAKAMOTO
- 吉野達彦
- HAYATA
- 矢野啓太 - ゆきぐにドライバーIIの名称で使用。
- 吉岡世起
- 大谷譲二
- ドレイク森松 - ドレイク・ドライバーの名称で使用。
- チャパリータASARI - チャパリータ・ドライバーの名称で使用。
- 日向あずみ
- 沖野小百合
- 舞華 - JTO時代の師匠だったTAKAみちのくが、スターダム日本武道館大会を前に直接指導して伝授。
- 葉月
- ジュリア
- ジョージ・ハインズ - ハインズ・ドライバーの名称で使用。ジ・イーグルの時代はイーグル・ドライバーの名称で使用していた。
- クリフ・コンプトン - メディア・ブリッツの名称で使用。
- ACH - ミッドナイト・ドライバーの名称で使用。
- ドクトル・ワグナー・ジュニア - ワグナー・ドライバーの名称で使用。メキシコでの名称はカスティーゴ・セルピカレス。
- フベントゥ・ゲレーラ - フービー・ドライバーの名称で使用。
- リッキー・マルビン - リッキー・ドライバーの名称で使用。
- バンピーロ - ネイル・イン・ザ・コフィンの名称で使用。
- レネ・デュプリ - デュプリ・ドライバーの名称で使用。
- サミ・ゼイン
- ザック・セイバーJr. - ザック・ドライバーの名称で使用。
- バイパー
- MAO
- ケビン・オーエンズ
- ビオレント・ジャック

## 派生技

### 垂直落下式みちのくドライバーII
高岩竜一が開発。文字通り受身の取れない角度で、脳天や後頭部から真っ逆様に落とすみちのくドライバーII。
金丸義信に対し、トップロープからの雪崩式でこの技を敢行し、GHCジュニアヘビー級王座を獲得した。後にこの技に改良を加えタカイワドリラーを考案した。また、クレイジー・ドライバーと称して垂直落下式みちのくドライバーIIを使用している。

### みちのくドライバーβ（ベロ）
TAKAがみちのくドライバーIIをさらに発展させて開発した技、海外での名称はミチノク・ドライバーII-B。リバースブレーンバスターのように相手を背後から抱え上げてから、みちのくドライバーIIの形で落とす技。
Hi69が奥の手として使用している。YAMATOのギャラリア、彰人のハナマサは同型。現在は「出すに値する相手がいない」として封印されている。YAMATOはバリエーションとしてカウンター式も使用。

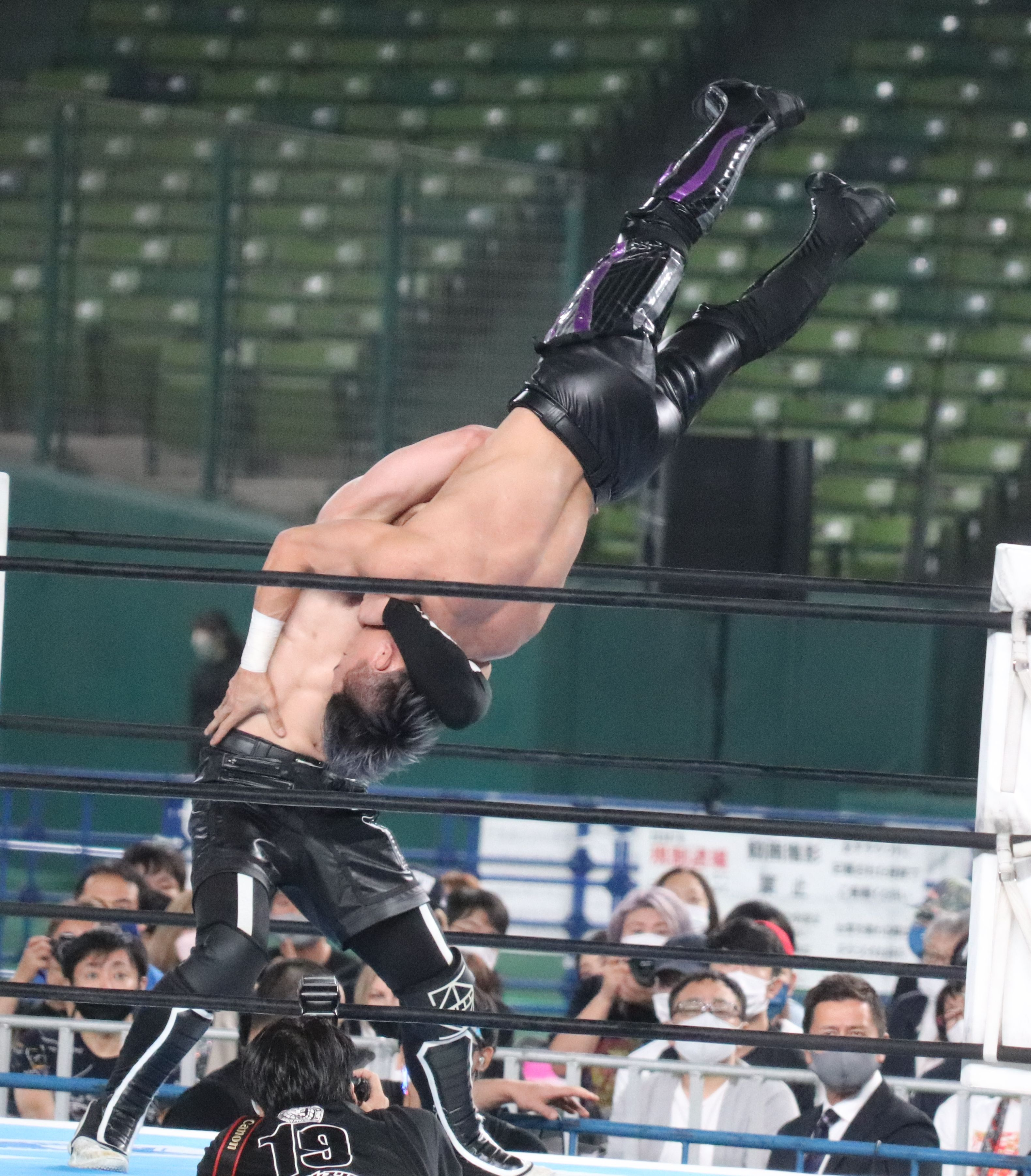
YOHによるファルコン・アロー。

### ファルコン・アロー
ハヤブサが開発し、親友の金本浩二等も得意としている。ブレーンバスターの体勢に抱え上げてから、みちのくドライバーIIの形で落とす技。本家と同じく、相手の受け身の技量によって垂直落下式で落としたりと角度を調節することができる。
ジャンピング・シットダウン式の変形型を神代龍也がグングニルの名称で使用。

### サンシャインドライバー
宮脇純太のオリジナル技。一本背負いの形で相手の右腕を捕らえてそのまま相手を担ぎ上げ、相手を前方へ投げ落としながら開脚ジャンプして尻餅着地し、相手を後頭部から背面にかけて叩きつける。ファルコン・アローに似ているが、相手を持ち上げる過程がブレーンバスターではなく、一本背負いになっている違いがあり、投げる際に相手の腕にもダメージを与える事が出来る。

### トゥエルブ・シックス
棚橋弘至のオリジナル技。相手の頭部を脇下に差し込み、左足を内側から抱えるようにクラッチして相手を逆さまに担ぎ上げ、ファルコン・アローの形で相手を叩きつける。
ハイフライ・フローへの繋ぎとして使用される。初披露されて以降変形ファルコンアロー、変形キャプチュードと呼び名が統一されなかったが、2011年12月27日放送されたフジテレビのバラエティ番組『ネームズ・ディーン』にて命名。「12時（上）から6時（下）の方向へ落とす」という意味で、重盛さと美の案から採用された。

### エクスカリバー
KAORUが開発。小島聡のコジMAXドライバーは同型。変型のみちのくドライバーIIで抱え上げる時のフォームがいわゆる「全女式ボディスラム」のフォームになっている。
なお、鈴木鼓太郎の使用する同名の技は変形のツームストーン・パイルドライバーで別物の技である。

### デスバレー・ドライバー
デスバレーボムの体勢（ファイヤーマンズキャリー）で担ぎ上げてから、みちのくドライバーIIの形で落とす技。高岩竜一が開発。受身の取れない垂直落下式で使用されることが多い。前述の垂直落下式みちのくドライバーIIの派生。

### ハリケーン・ドライバー
デスバレーボムの体勢から相手を旋回させてみちのくドライバーIIの形で落とす技。南条隼人が開発。太陽ケアのTKO（太陽ケア・オリジナル）、中邑真輔のランドスライド、菊タローおよび花月が使うえびす落とし（菊落とし）、KAIのメテオインパクトはほぼ同型。ミラクルマンのミラクル・ツイスターも同型の技であるが、ミラクルマンと南条は同一人物説がある。YAMATOの旋回式ギャラリアも類似技。

### ラスト・オブ・ザ・ドラゴン
鷹木信悟のオリジナル技。相手の右腕をハーフネルソン、左腕を股下を通して相手の手首を固定しながらファイヤーマンズキャリーの形で担ぎ、通常のデスバレーボムなら体重をかけて横に落とすところを、自身の前方側回転させながら相手の頭から落として、振り上げた片脚が相手の喉元に落ちるように叩きつける変形のデスバレー・ドライバー。そのまま両脚で相手の体を挟む「昇龍固め」でホールドし、フォールを奪ってしまう。 DRAGONGATE時代はラスト・ファルコンリーの名称で使用。「最後の鷹狩り」の意。
DRAGONGATE時代はドリームゲート選手権などといった大一番でしか使わない技で鷹木曰く、「年に5回も使わないので一応奥の手」であったが、全日本プロレスのチャンピオンカーニバルに出場したさい、開幕戦で当時の三冠王者の宮原健斗にこの技を決め勝利している。新日本参戦後はメインフィニッシャーとしてシリーズ通して使用している。

### MADE IN JAPAN
鷹木信悟のオリジナル技。相手の片腕をハーフネルソン気味にして首の後ろを捉え、もう片方の腕を相手の股下でリストクラッチした後、持ち上げつつその場で相手の体を前方回転させながら叩きつける。落とす際、左足で首元をロックして「昇龍固め」にてホールドする。
YOSHI-HASHIはカルマの技名で使用。マット・サイダルは、ヒアウィーゴー・ドライバーで使用。吉岡世起も、フィニッシュへの繋ぎとして使用。

### パーフェクト・ドライバー
CIMAのオリジナル技。相手の足を4の字に交差させた状態で相手をブレーンバスターの体勢で相手を持ち上げでみちのくドライバーIIの体勢で相手の脳天を叩きつける。
TAKAみちのくとの抗争時、みちのくドライバーIIに対抗するために作られた。パーフェクトは当時のCIMAの入場曲のタイトルから（現在は同曲に歌詞をつけたアレンジ版を使用）。

### キー・クラッシャー'99
ロウ・キーのオリジナル技。フィッシャーマンズ・スープレックスで抱え上げた後、相手の表裏を反転させみちのくドライバーIIの体勢で前方へ両足を広げながら尻餅を着くように着地し、同時に相手を背面や後頭部辺りから叩きつける。

### キー・クラッシャー2000
ロウ・キーのオリジナル技。相手をアルゼンチン・バックブリーカーの体勢で両肩に担いでからみちのくドライバーIIの形で落とす。

### SDA（スーパー・ドライブ・アサコ）
浅子覚のオリジナル技。リバース・パイルドライバーとみちのくドライバーIIの中間のようなフォームの技。ミスター雁之助のファイヤーサンダーにも似ているが、ファイヤーサンダーよりも落とす角度が浅い。エメラルド・フロウジョンの体勢で相手の体を肩の上まで担ぎ上げてから、みちのくドライバーIIの要領で相手を背面から叩きつける（プロレスリング・ノア公式DVD「バトル・レヴォリューション2001」金丸義信vs浅子覚戦を参照）。

### 変形スターネスダストα
秋山準のオリジナル技。スターネスダストαの形で持ち上げ、開脚して尻餅をつきながら、みちのくドライバーIIのように相手を垂直に落とす。
初出は2009年3月のGHCヘビー級選手権。近年の王座戦はこの技で決めることが多く、一度もキックアウトされたことがない。

### ワン・ウィング・エンジェル（片翼の天使）
ケニー・オメガのフィニッシュ・ホールド。相手を肩車の体勢で担ぎ上げ、相手の首を捕らえながら前屈みの状態にし開脚ジャンプしながら自らの股の間に相手を垂直気味に叩きつける。
ビリーケン・キッドが使用するベルディゴは同型。2011年11月27日の田中稔戦で初披露され同技で勝利を収めている。以降、クロイツ・ラスでピンフォールを奪えなかった相手に対して繰り出される奥の手として使用されていたが、新日本プロレス移籍後はオメガのフィニッシャーとして頻繁に使用されるようになった。バリエーションとして雪崩式やリストクラッチ式も存在。片方の肩に担いだ形から落とすタイプのバリエーションは相手が肩にまたがる形から落とす KAIのメテオ・インパクトKAI、肩に座った相手の片足を後ろ手でクラッチした状態から落とすマイク・ベイリーのフラミンゴ・ドライバーなど。

### ナイトライド
T-Hawkのオリジナル技。正面からボディスラムの体勢で相手を右肩に担ぎ上げ、両手で高々とリフトアップし、その両手を放すと同時に勢いよく相手を前方回転させてみちのくドライバーIIの体勢でマットに叩きつける変形みちのくドライバーII。回転させきらずに頭から落とす垂直落下式もある。
派生技としてリバース・パイルドライバーの形で相手の頭頂部をマットに突き刺していく「ナイトライドE.N.D」も使用する。

### ターボ・バック・パック
ロビー・イーグルスのオリジナル技。相手の右足を取った状態で左肩越しに頭部をクラッチし、そのまま一気に引っこ抜いて相手を前方回転させ、シットダウンと同時に叩きつける。エプロンサイドで放つバージョンも使用。

### オール・ヘイル・セイビン
クリス・セイビンのオリジナル技。ブレーンバスターの体勢から相手の右足を4の字の形で交差させて左足をクラッチし、そのまま担ぎ上げて前方にみちのくドライバーIIの形で落とす。持ち上げてからタメを作ることもある。

### サンタマリア
リッキー・マルビンのオリジナル技。エクスプロイダーの体勢から相手を担ぎ上げると同時に前方回転させ、シットダウンで後頭部から叩きつける。
マイケル・モデストのカリフォルニア・ロールの改良型。鈴木鼓太郎との合体版もあった。

### キーウィー・クラッシャー
ジェイ・ホワイトのオリジナル技。ブレーンバスターの体勢から相手の右足を右腕でクラッチして担ぎ上げて相手を横180度回転して、そのままみちのくドライバーIIのように自ら、シットダウンと同時に相手を前方へ落とし、相手の後頭部からマットに叩きつける変形キー・クラッシャー。技名の「Kiwi」とはニュージーランド人の通称。抱え上げてからエメラルド・フロウジョンのように横に落とすバージョンも使用する。

### エゴイスト・ドライバー
マグナムTOKYOのオリジナル技。コブラツイストのような状態に相手を捕獲し、そのまま自分の胸板の上を転がすようにして相手を肩に担ぎ、みちのくドライバーIIのような形で脳天から相手をマットに突き刺す。初期の頃からのフィニッシュ技で旧名はバイアグラ・ドライバーだったが、ヒールへの転向により現在の名称に改名された。
ハートリー・ジャクソンは、ソウルキラーの技名で使用。